# Enguia-de-jardim
Enguia de jardim é uma designação popular para enguias da subfamília Heterocongrinae. As enguias de jardim são parentes próximos dos congros, o seu corpo tem uma forma alongada e circular, que pode medir 40 centímetros de comprimento. Vivem em fundos arenosos, expostos a correntes, é comum de serem observados vários exemplares da mesma espécie juntos formando ''jardins de enguias''. Algumas espécies podem ser encontradas no mercado ornamental de aquários marinhos. No Brasil, são conhecidos 3 espécies, 1 do gênero Gorgasia e 2 do gênero Heteroconger. A maioria das enguias de jardim são nativas do Indo-Pacífico, mas algumas espécies podem ser encontradas no Oceano Atlântico, como o Heteroconger camelopardalis.

## Gêneros
Atualmente são conhecidos 2 gêneros que pertencem à essa subfamília:
- Gorgasia
- Heteroconger

## Galeria

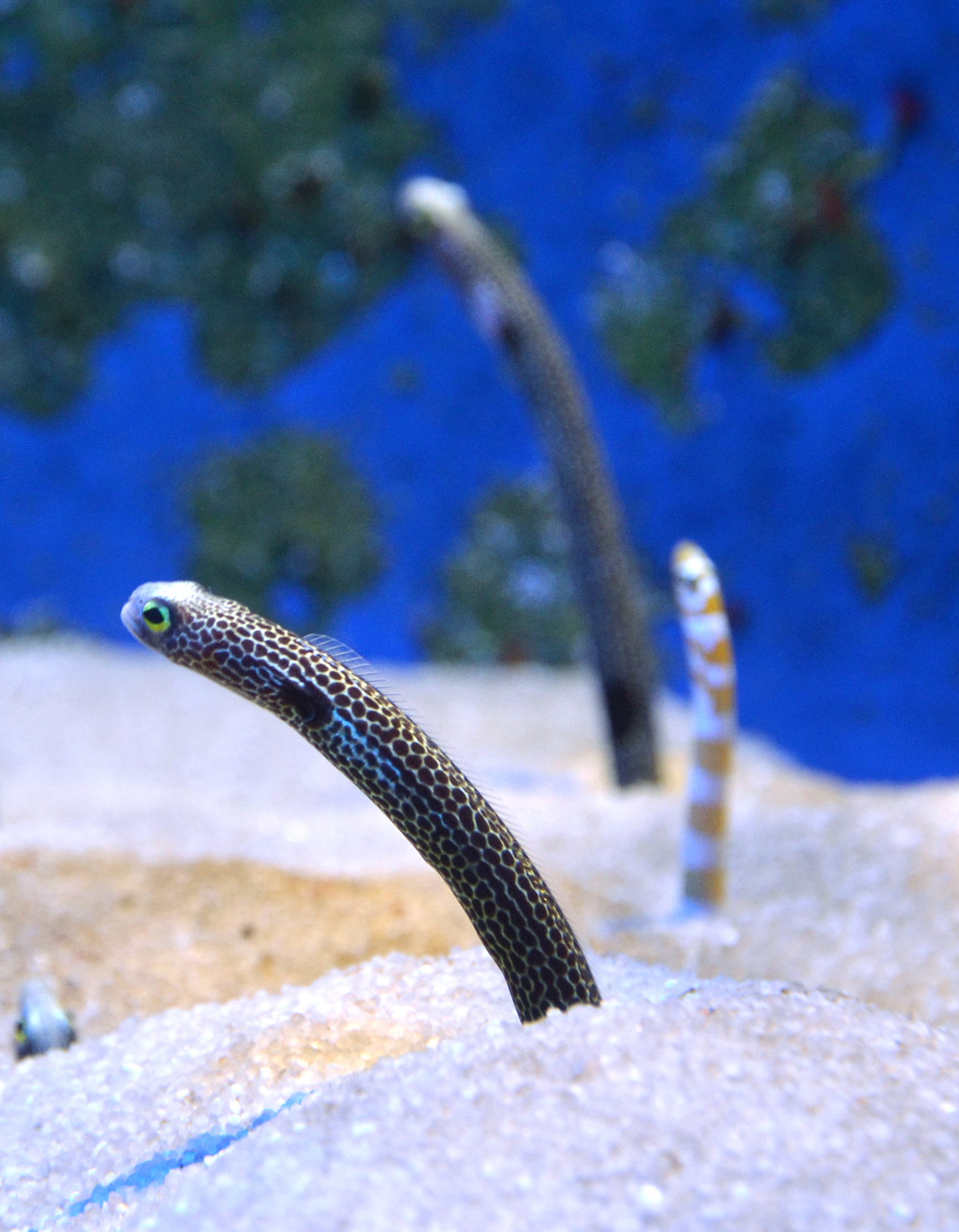
Enguias de jardim pintada (Heteroconger hassi) no Zoológico de Basileia.
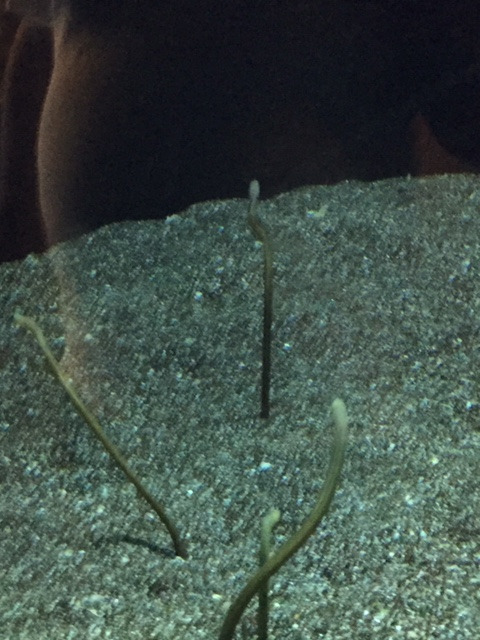
Enguia de jardim havaiana (Gorgasia hawaiiensis) em Maui Ocean Center.
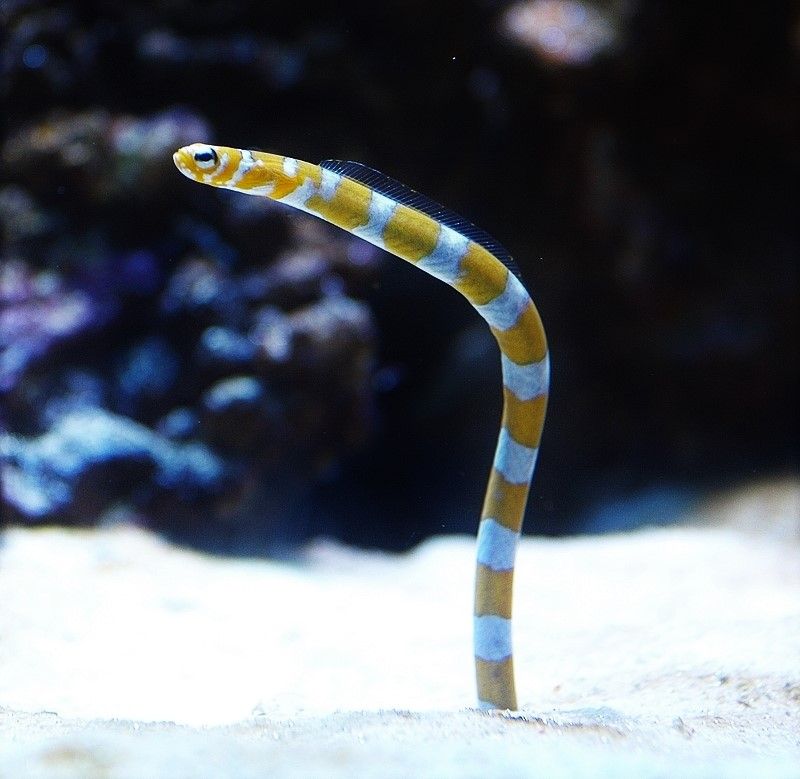
Enguia de jardim listrada (Gorgasia preclara)